# Escut de Nulles
L'escut oficial de Nulles té el següent blasonament:
Escut caironat: de porpra, un anyell pasqual reguardant d'argent nimbat d'or, portant la bandera de gules amb una creu plena d'argent i l'asta creuada d'or. Per timbre, una corona mural de poble.

## Història
Va ser aprovat el 30 de juny de 1988 i publicat al DOGC el 15 de juliol del mateix any.
L'Agnus Dei, o anyell pasqual, és l'atribut de sant Joan Baptista, patró del poble.